# Pseudapophylia smaragdipennis
Pseudapophylia smaragdipennis là một loài bọ cánh cứng trong họ Chrysomelidae. Loài này được Jacoby miêu tả khoa học năm 1888.